# Vluchtmisdrijf (hoorspel)
Vluchtmisdrijf is een hoorspel van Alfred Andersch. Fahrerflucht werd op 19 november 1957 door de Südwestfunk uitgezonden. Mariele Geraerds-Meyer vertaalde het en de TROS zond het uit op woensdag 16 februari 1977, van 22:50 uur tot 23:55 uur (met een herhaling op zondag 16 juli 1989). De regisseur was Harry Bronk.

## Rolbezetting
- Coen Flink (pompbediende)
- Kees Brusse (manager)
- Barbara Hoffman (meisje)
- Frans Vasen (politieagent)
- Jan Wegter (adjudant-onderofficier)
- Ine Veen (Mary Lou)
- Hans Karsenbarg (Steffen)
- Lou Landré (Jimmy Wong)
- Hans Veerman (verteller)

## Inhoud
Een manager, een meisje en een pompbediende geraken in een verkeersongeval verwikkeld. De manager, die longkanker heeft, heeft nog slechts een half jaar te leven. Hij maakt zich los van alle verplichtingen om van de rest van zijn leven te genieten. Tijdens de vlucht in deze vrijheid overrijdt hij een fietsend meisje. Voor hem is dat niets meer dan een spijtig, onaangenaam incident. Het meisje daarentegen, een verkoopster met een voorliefde voor paarden, is net per fiets op weg naar haar eerste training bij een beroemde jockey. Ze is pas verliefd geraakt op een jongeman en ziet de vervulling van haar vurigste wens voor zich, als haar leven brutaal eindigt. De pompbediende heeft voor wat geld en uit angst de voortvluchtige automobilist geholpen en tegen de politie gezwegen. Hij motiveert zijn omkoopbaarheid met een gelijkaardige belevenis tijdens de oorlog. Z’n slechte geweten bezorgt hem nu last, alhoewel hij op het moment van zijn misstap nog niet wist wat er precies gebeurd was. In drie parallelle verhalen wordt duidelijk, hoe één enkel ongeval het lot van drie mensen zo met elkaar verweeft, dat dankzij de meesterschap van Andersch een soort tragedie tot stand komt…